# Міясіро Таісеі
Міясіро Таісеі (яп. 宮代 大聖; нар. 26 травня 2000) — японський футболіст, що грав на позиції нападника.

## Клубна кар'єра
З 2019 року захищає кольори «Кавасакі Фронтале».

## Кар'єра в збірній
З 2019 року залучався до складу молодіжної збірної Японії, з якою брав участь у молодіжних чемпіонатах світу 2019.

## Досягнення
- Джей-ліга
  -  Чемпіон (2): 2018, 2020

- Кубок Джей-ліги
  -  Володар (1): 2019

- Кубок Імператора
  -  Володар (2): 2020, 2023